# Her Purchase Price
Her Purchase Price é um filme mudo norte-americano de 1919, do gênero romance, dirigido por Howard Hickman e estrelado por Bessie Barriscale. É considerado um filme perdido.

## Elenco
- Bessie Barriscale - Sheka
- Alan Roscoe - Sir Derek Anstruther
- Joseph J. Dowling - Hamid-Al
- Kathlyn Williams - Diana Vane
- Stanhope Wheatcroft - George Vincent
- Irene Rich - Marda
- Henry Kolker - Duque de  Wryden
- Wedgwood Nowell
- Una Trevelyn